# 尾崎行雄 (棒球運動員)
尾崎行雄（1944年9月11日—），日本棒球選手，出生於大阪府泉大津市，曾經效力於日本職棒東映飛人等隊伍，於1973年退休，生涯通算107次勝投。